# 398 (số)
398 (ba trăm chín mươi tám) là một số tự nhiên ngay sau 397 và ngay trước 399.